# スケルツォ第4番 (ショパン)
スケルツォ第4番（スケルツォだいよんばん）ホ長調 作品54は、フレデリック・ショパンが作曲したピアノのための4曲のスケルツォのうちの最後の1曲である。1842年に作曲、翌年出版された。
第1番ロ短調、第2番変ロ短調、第3番嬰ハ短調に比べると晴れ晴れとした喜びにあふれており、憤怒・皮肉・絶望といった感情は影を潜め洗練されている。

## 構成
ホ長調、構成は非常に自由なロンド・ソナタ形式（ソナタ形式に近い大三部形式とも、あるいは大規模なロンド形式ともとれる）。「プレスト」の発想記号が指定された、967小節に及ぶ大作である。
主題はH-Cis-Gis-Cis-Hの5音で現れ、4分の3拍子で全音符を使った優雅なもの。転調を繰り返しながら、穏やかに繰り返される。嬰ハ短調の歌謡的な中間部ののち、再現部を経て、最後にオクターブのユニゾンで音階が奏でられ華やかに終結する。
特定の形式に収まらず自由に即興的に構成されており、また冒頭の主題が全曲を通して重要な役割を演じている。